# سرمایه (روزنامه)

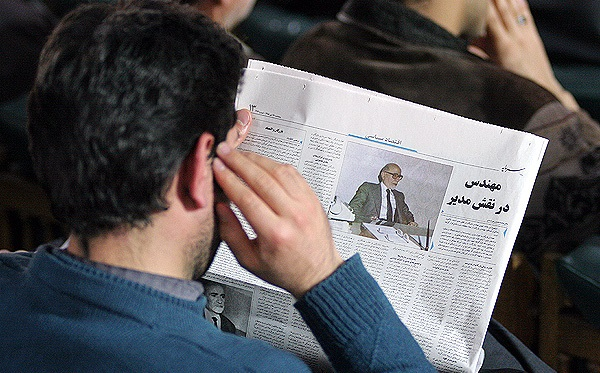
دوزادهمین سالگرد فوت مهدی بازرگان

سرمایه روزنامه‌ای اقتصادی چاپ تهران بود. این روزنامه فعالیت خود را از مرداد ۱۳۸۴ به صاحب امتیازی حسین عبده تبریزی، دبیرکل سابق بورس آغاز کرد. سرمایه در ۱۱ آبان ۱۳۸۸ توسط هیئت نظارت بر مطبوعات وزارت فرهنگ و ارشاد اسلامی، با استناد به ماده ۱۱ قانون مطبوعات لغو امتیاز شد.

## لغو امتیاز
خبرگزاری کار ایران ایلنا علت لغو امتیاز این روزنامه را تخلفات مکرر از مفاد ماده ۹ قانون مطبوعات اعلام کرده‌است.
این خبرگزاری در ادامه به نقل از روابط عمومی معاونت امور مطبوعاتی و اطلاع‌رسانی می‌افزاید:

روزنامه سرمایه علاوه بر تخلفات یادشده خارج از زمینه مصوب (به عنوان نشریه‌ای تخصصی با زمینه علوم انسانی و روش آموزشی و پژوهشی) منتشر می‌شد و مشخصات شکلی مندرج در پروانه انتشار از جمله قطع و روش نشریه را نیز بدون اخذ مجوز لازم و تأیید هیئت نظارت بر مطبوعات تغییر داده بود.

در آخرین شماره این روزنامه به نقل از سید محمد خاتمی رئیس مرکز بین‌المللی گفتگوی تمدن‌ها در مراسم اهدای جوایز اخلاق و هنر در نیایش می‌خوانیم:

کسانی که خود را محور عالم می‌دانند و در این زمینه دچار توهماتی هستند و این توهمات را عین حقیقت می‌پندارند، همچنین دارای خصلتی هستند که می‌پندارند در صورتی می‌توانند باشند که دیگری نباشد و این دیگری یا باید تسلیم توهم آن‌ها شود یا از میان برخیزد، اهل گفتگو نیستند و اگر زور پیدا کنند زور را به جای منطق می‌نشانند. این افراد نه تنها در مسیر گفتگوی فرهنگ‌ها و تمدن‌ها مشکل ایجاد می‌کنند بلکه در داخل یک فرهنگ نیز با رفتارهای خود سبب می‌شوند عرصه زندگی بر انسان‌ها تنگ و تنگ‌تر شود.

همچنین در خبر دیگری به فساد مالی و جعل مدرک محمدرضا رحیمی معاون اول رئیس‌جمهور در دولت دهم اشاره می‌کند و به نقل از الیاس نادران یکی از نمایندگان مجلس می‌نویسد:

اسنادی را که تا امروز دربارهٔ رحیمی به دست‌مان رسیده به مراجع قانونی ارائه کرده‌ایم. تخلفات رحیمی بیش از جعل مدرک است. در مدارک و اسنادی که به دست ما رسیده، فساد مالی و مدیریتی و استفاده از امکانات دولتی و دریافت حقوق با ارائه مدارک تقلبی به روشنی قابل اثبات است.